# Consell General d'Ar Mor-Bihan

Bandera del Departament

El Consell General d'Ar Mor-Bihan és l'assemblea deliberant executiva del departament francès d'Ar Mor-Bihan a la regió de Bretanya. La seva seu es troba a Gwened. Des de 2004, el president és Joseph Kergueris (UDF).

## Presidents
| Nom                   | Dates de mandat | Partit   |
| --------------------- | --------------- | -------- |
| Paul Ihuel            | 1947-1964       | MRP      |
| Raymond Marcellin     | 1964-1998       | RI, UDF  |
| Jean-Charles Cavaillé | 1998-2004       | RPR, UMP |
| Joseph Kergueris      | 2004 - 2011     | UDF      |
| François Goulard      | 2011 -          | UMP      |

## Els vicepresidents
- Aimé Kergueris (UMP), 1r vicepresident encarregat d'afers marítims i portuaris
- Roland Duclos (DVD), 2n vicepresident encarregat del patrimoni departamental
- Guy de Kersabiec (UMP), 3r vicepresident encarregat dels afers administratius, seguretat i defensa
- Michel Morvant (UMP), 4t vicepresident, encarregat de l'ordenació del territori i dels recursos humans
- Gérard Lorgeoux (UMP), 5è vicepresident encarregat de desenvolupament econòmic
- Yvette Année (DVD), 6è vicepresident encarregada d'infantesa, ancianitat i discapacitats

- Noël Le Loir (DVD), 8è vicepresident encarregat d'educació
- Jean Le Lu (UMP), 9è vicepresident encarregat d'agricultura, espai rural i medi ambient
- Annick Guillou-Moinard (UMP), 10è vicepresident encarregada de cultura i ensenyament superior

## Els consellers generals
El Consell General d'Ar Mor-Bihan comprèn 42 consellers generals en representació dels 42 cantons d'Ar Mor-Bihan.
El consell general té un conseller sans étiquette.
| Partit                        | Sigles | Electes |
| ----------------------------- | ------ | ------- |
| Oposició (16 escons)          |        |         |
| Partit Socialista             | PS     | 10      |
| Partit Comunista              | PCF    | 2       |
| Divers gauche                 | DVG    | 4       |
| Majoria (26 escons)           |        |         |
| Unió pel Moviment Popular     | UMP    | 9       |
| Divers Droite                 | DVD    | 15      |
| Moviment per França           | MPF    | 1       |
| Aliança Centrista             | AC     | 1       |
| President del Consell General |        |         |
| Joseph Kergueris (DVD)        |        |         |

A les eleccions cantonals franceses de 2011 ha estat escollit per primer cop un conseller nacionalista bretó, Christian Derrien, del Moviment Bretanya Progrés (Breizh War Raok) pel cantó de Gourin, encara que s'inscriurà com a divers gauche.

## Pressupost
El consell general d'Ar Mor-Bihan tenia el 2007 un pressupost de 641,5 milions d'euros.

### Pressupost d'inversions
- 2003: 196,2 milions d'euros
- 2004: 198,6 milions d'euros
- 2005: 216,8 milions d'euros
- 2006: 224,9 milions d'euros
- 2007: 235,8 milions d'euros